# بارین کوربین
توماس پستوک (به انگلیسی: Thomas Pestock) (متولد ۱۳ سپتامبر ۱۹۸۴) کشتی‌گیر حرفه ای آمریکایی و بازیکن فوتبال حرفه ای سابق است. او در حال حاضر در دبلیودبلیوئی و در برند تجاری اسمک داون با نام رینگی کوربین خوشحال هنرنمایی می‌کند.
پستوک یک خط حمله سابق برای ایندیاناپولیس کلتس و کاردینالز آریزونا لیگ ملی فوتبال (NFL)، و همچنین یک قهرمان سه بار دستکش طلایی و یک قهرمان سابق مبارزه است.

## دوره کشتی حرفه‌ای

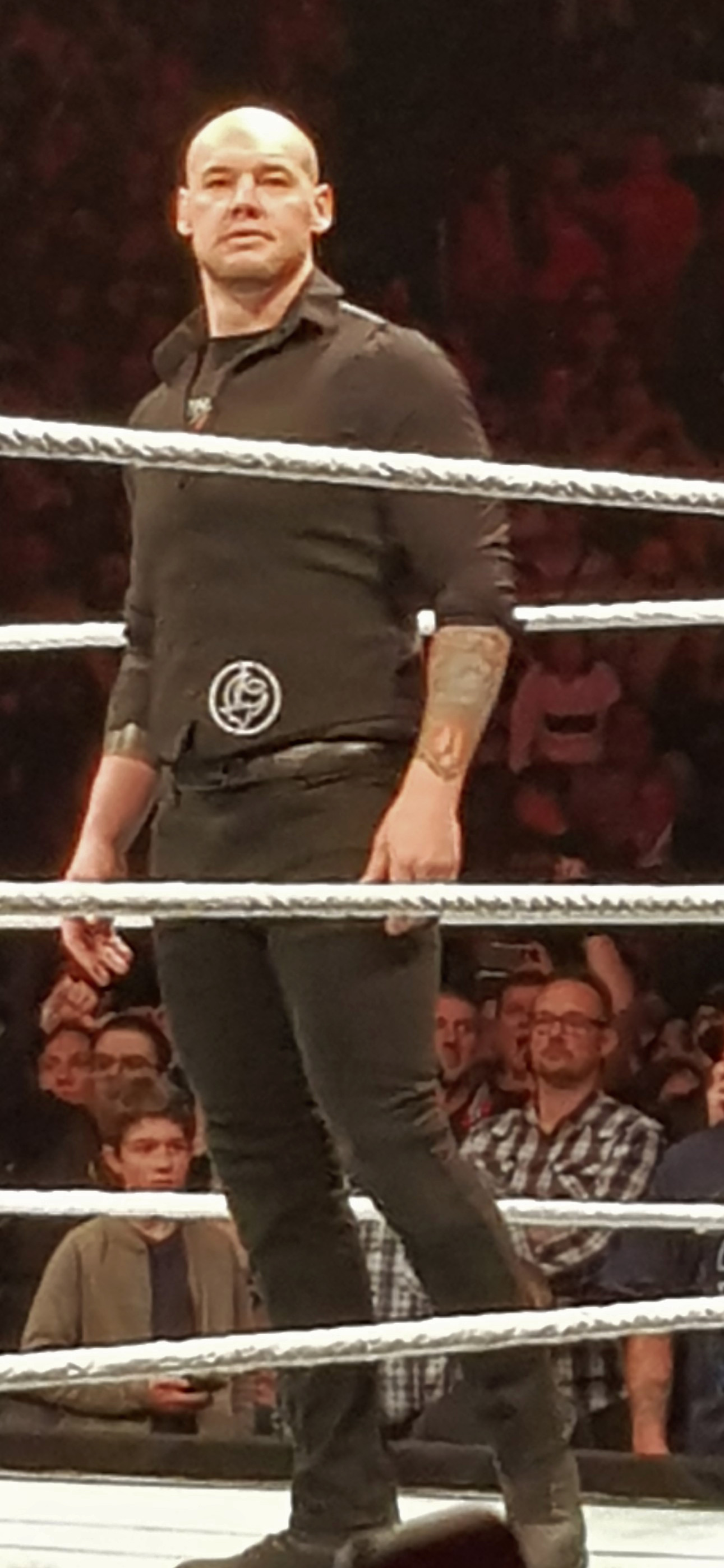
دوره کشتی حرفه ای

پستوک در سال ۲۰۱۲ با دبلیودبلیوئی قرار داد امضا کرد و به عنوان یکی از اعضای برند تجاری ان اکس تی منصوب شد. وی اولین بار در فهرست اصلی کشتی گیران دبلیو دبلیو ای در رسلمانیا ۳۲ وارد رینگ شد و اتفاقاً توانست برنده سومین تندیس یادبود آندره د جاینت بشود. وی در ادامه توانست برنده مسابقه نردبان مانی این د بنک مردان در سال ۲۰۱۷ و همچنین یک بار قهرمان کمربند ایالات متحده در همان سال بشود. در سال ۲۰۱۸، او به عنوان مدیر کل یا به اصطلاح جنرال منیجر راو منصوب شد و درگیری با کرت انگل را آغاز کرد که این درگیری در نهایت با پیروزی کوربین و شکست انگل در مسابقه خداحافظی اش در رسلمنیای ۳۵ همراه بود. چند ماه بعد، او قهرمان مسابقات پادشاه رینگ سال ۲۰۱۹ با شکست دادن چد گیبل شد، بنابراین نام رینگ خود را به پادشاه کوربین تغییر داد. و کمی بعد هم در رویداد درفت سال ۲۰۱۹ از برند راو به برند اسمک داون منتقل شد.

## موضوعات مرتبط
- مانی این د بنک (۲۰۱۷)
- رسلمانیا ۳۲